# Mapleton Falls National Park
Mapleton Falls National Park är en park i Australien. Den ligger i delstaten Queensland, omkring 95 kilometer norr om delstatshuvudstaden Brisbane. Arean är 25,9 kvadratkilometer.
Närmaste större samhälle är Nambour, omkring 12 kilometer öster om Mapleton Falls National Park.
I omgivningarna runt Mapleton Falls National Park växer i huvudsak städsegrön lövskog. Runt Mapleton Falls National Park är det ganska glesbefolkat, med 24 invånare per kvadratkilometer. Genomsnittlig årsnederbörd är 1 446 millimeter. Den regnigaste månaden är januari, med i genomsnitt 281 mm nederbörd, och den torraste är september, med 33 mm nederbörd.